# José Manuel Núñez Amaral
José Manuel Núñez Amaral (30 de mayo de 1889-9 de febrero de 1977) fue un general mexicano, jefe policiaco, e impulsor y propietario del equipo Atlante Fútbol Club.

## Biografía
José Manuel Núñez Amaral nació el 30 de mayo de 1889 en Mascota, Jalisco. De 1938 a 1940 ostentó el rango de general brigadier. Ascendió al generalato en el período posrevolucionario, lo que sugiere que su carrera se desarrolló dentro del Ejército mexicano institucionalizado, a diferencia de aquellos que obtuvieron sus rangos directamente en los principales conflictos revolucionarios de 1910 a 1920. La ausencia de su nombre en las discusiones sobre generales revolucionarios y en diccionarios biográficos de la Revolución mexicana (que se centran en el período de 1910 a 1920) refuerza la idea de que su trayectoria militar se forjó dentro de la estructura formal del Ejército que emergió después de la fase armada de la Revolución. Esto es fundamental para entender su identidad militar y el contexto de sus roles posteriores. Su autoridad, por lo tanto, emanaba del aparato estatal establecido, lo que lo convertía en una figura confiable para un presidente como Lázaro Cárdenas, quien buscaba consolidar el poder del Estado e institucionalizar los logros de la Revolución.
Desempeñó un papel crucial como comandante en jefe de la Policía de la Ciudad de México durante la presidencia de Cárdenas (1934-1940). Paralelamente, se destacó por transformar el Club Atlante de fútbol, lo que le valió el apodo de "General Núñez" en el ámbito deportivo. La convergencia de roles de alto nivel en el Ejército, la aplicación de la ley y el liderazgo deportivo en una sola persona es notable, lo que indica que Núñez Amaral poseía un capital político y social considerable. Su carrera diversa permite examinar cómo el poder se consolidó y se ejerció en el México posrevolucionario, tanto a través de instituciones estatales formales como de redes informales, incluyendo esferas culturales populares como el deporte. Su vida ofrece una perspectiva única para comprender la dinámica del poder, el patrocinio y la cultura popular durante una era fundamental en la historia de México.

### Propietario y rescatador del Atlante
Fue propietario y presidente del Atlante Fútbol Club de 1935 a 1966. Rescató al club de los Potros de Hierro de la quiebra, y lo llevó a dos campeonatos. Esta adquisición fue recomendada por el cronista Agustín González "Escopeta", y es notable que Núñez Amaral, entonces coronel, solicitara autorización al presidente Lázaro Cárdenas para efectuar la compra del equipo. Este hecho subraya el alto nivel de implicación política en lo que podría parecer un asunto puramente deportivo.
Bajo su liderazgo, el club fue completamente reestructurado, sentando las bases para la obtención de dos campeonatos nacionales de fútbol en la década de 1940. El Atlante, popularmente conocido como "El Equipo del Pueblo", debido a sus orígenes humildes y el amplio apoyo que recibía, experimentó un notable resurgimiento bajo su dirección.
Una característica distintiva de su gestión fue el uso estratégico de su posición de poder para atraer a los mejores jugadores. Muchos de ellos recibían salarios elevados y otras prestaciones, y un número significativo de futbolistas figuraban en la nómina de la Policía de la Ciudad de México. Esta práctica ilustra la difusa línea entre las instituciones estatales y las entidades deportivas y culturales populares en esa época, donde los recursos públicos podían ser canalizados indirectamente para apoyar a un club deportivo.
Su "gran jugada" más destacada fue la contratación de Horacio Casarín, uno de los mayores talentos futbolísticos en la historia de México, a quien atrajo del equipo rival Necaxa en 1942. Núñez Amaral superó a otros clubes, incluido el Club América, al ofrecer a Casarín no solo un alto salario, sino también un puesto de prestigio en el Banco de México. Esto demuestra tanto su perspicacia estratégica como el amplio alcance de su influencia.
Núñez Amaral permaneció al frente del Club Atlante durante un período prolongado de 31 años, desde 1935 hasta 1966, lo que convirtió al Atlante en un pionero en el fútbol profesional mexicano. Este hecho revela un sistema deliberado de patrocinio estatal, donde instituciones culturales populares como los clubes de fútbol eran apoyadas a través de canales oficiales, aunque de manera indirecta. El éxito del Atlante bajo la dirección de un funcionario estatal pudo haber servido como un medio para conectar al gobierno de Cárdenas con las masas, fomentando el orgullo nacional y posiblemente desviando la atención de otras cuestiones sociopolíticas. Esto ilustra cómo el Estado posrevolucionario buscaba integrar y controlar diversos aspectos de la vida pública. En 1966, cuando consideró que los problemas económicos ya eran mayores y él había envejecido, decidió vender el equipo Azulgrana al empresario litográfico Fernando González, Fernandón.

### Deceso
Falleció el 9 de febrero de 1977, en Navojoa, Sonora. Su muerte fue atribuida a un paro cardiaco,  posterior a una neumonía.

## Legado e impacto histórico
Es notable que su deceso ocurriera durante la temporada de fútbol 1976-1977, un período desafiante para el Club Atlante, ya que su equipo de toda la vida había descendido a la segunda división al final de la temporada 1975-1976. Este infortunado momento subraya el fin de una era tanto para el hombre como para el club que tan profundamente influyó, simbolizando un declive desde las alturas alcanzadas bajo su liderazgo.
El legado de José Manuel Núñez Amaral se define principalmente por su doble impacto en la administración pública y el fútbol mexicano, sirviendo como un puente significativo entre el poder estatal y la cultura popular a mediados del siglo XX.
En el fútbol mexicano, su presidencia de 31 años en el Club Atlante (1935-1966) es inigualable en duración e impacto. Se le atribuye ampliamente el rescate del club de la ruina financiera y su transformación en una fuerza dominante, logrando dos campeonatos en la década de 1940. Su reclutamiento estratégico de jugadores, notablemente Horacio Casarín, y el uso controvertido pero efectivo de la nómina policial para los jugadores, moldearon fundamentalmente la "era dorada" del Atlante y su identidad como "El Equipo del Pueblo". Su influencia sentó las bases para la continua presencia y el estatus del Atlante como un club histórico en el fútbol mexicano, mucho después de su partida y fallecimiento.
En el ámbito de la seguridad pública, su papel como comandante en jefe de la Policía de la Ciudad de México bajo Lázaro Cárdenas destaca la significativa militarización de las fuerzas policiales en el México posrevolucionario. Este período vio a figuras militares controlando directamente instituciones clave de seguridad civil, lo que refleja los esfuerzos del Estado por consolidar el poder y mantener el orden. Su subordinación directa al Presidente subraya la naturaleza centralizada de la autoridad durante el sexenio cardenista, donde la lealtad y el control eran primordiales para el incipiente gobierno revolucionario institucionalizado.
En su conjunto, Núñez Amaral representa un tipo único de figura mexicana posrevolucionaria: un militar de alto rango que transitó a un poderoso rol administrativo civil y, simultáneamente, se convirtió en una figura central de la cultura popular a través del deporte. Su carrera ilustra la fluidez de las estructuras de poder y las redes informales que a menudo sustentaron las instituciones formales en México durante mediados del siglo XX. Su vida sirve como un caso de estudio convincente para comprender las formas multifacéticas y a menudo informales en que se construyó el Estado mexicano posrevolucionario, y cómo buscó gestionar y movilizar a su población. Su legado no se limita a sus logros individuales, sino que también revela la naturaleza de la gobernanza, el patrocinio y el papel de la cultura popular en el desarrollo nacional durante este período de transformación.
José Manuel Núñez Amaral se erige como una figura singular e influyente en la historia de México del siglo XX. Desde sus orígenes en Jalisco, ascendió en las filas militares hasta convertirse en general, un testimonio de su servicio en el ejército institucional que emergió tras la Revolución. Su mandato como comandante en jefe de la Policía de la Ciudad de México bajo el presidente Lázaro Cárdenas lo situó en el corazón de la seguridad pública de la capital, reflejando la tendencia de la época hacia la participación militar en la aplicación de la ley civil y el impulso del Estado hacia un control centralizado.
Su historia de vida es una narrativa convincente de poder, patrocinio y pasión, dejando una huella indeleble tanto en la narrativa histórica de México como en su patrimonio deportivo.
José Manuel Núñez Amaral (1889-1977) fue una figura prominente en la historia mexicana, cuya influencia se extendió a través de los ámbitos militar, de seguridad pública y deportivo. Su trayectoria profesional ilustra la compleja interacción entre el poder estatal y la vida pública en el México posrevolucionario.